# Onze-Lieve-Vrouw van het Heilig Hartkerk (Borgerhout)
De Onze-Lieve-Vrouw van het Heilig Hartkerk is een kerkgebouw in het tot de stad Antwerpen behorende district Borgerhout, gelegen aan de Te Boelaarlei 11.
Het was oorspronkelijk een kloosterkerk, gebouwd in 1909. In 1964 werd de kerk gemoderniseerd en is nu een parochiekerk.